# Vega (1872)

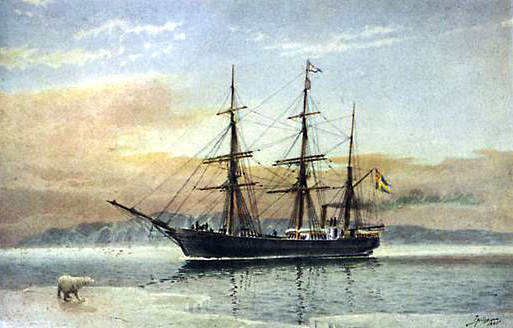
Vega na obrazie Jacoba Hägga

Vega – bark zbudowany w Niemczech w 1872 roku, na którym Adolf Erik Nordenskiöld jako pierwszy człowiek pokonał Przejście Północno-Wschodnie (w przeciwnym kierunku wcześniej dokonał tego Vitus Bering, choć być może przed Beringiem dokonał tego Siemion Dieżniow). Podróż trwała od 1878 do 1880 roku, trasa wiodła m.in. przez Cieśninę Beringa.